# آندریا بوگیان
آندریا بوگیان (انگلیسی: Andreea Boghian؛ زادهٔ ۲۹ november ۱۹۹۱ (۳۳ سال)) ورزشکار روئینگ اهل رومانی است.
وی در مسابقات کشوری و بین‌المللی در مجموع برندهٔ ۵ مدال طلا، ۱ مدال نقره، ۲ مدال برنز شده‌است.